# Léon de La Sicotière
Pierre-François-Léon Duchesne de La Sicotière, né le 3 février 1812 à Valframbert et mort le 28 février 1895 à Alençon, est un homme politique et historien local français.

## Biographie
D’une vieille famille française, dont les membres avaient occupé des postes honorables, mais n’avaient jamais été des courtisans sous l’Ancien Régime, ni des parvenus sous le nouveau, La Sicotière fut mis de bonne heure au collège d’Alençon, où il se montra un écolier modèle, sage et studieux, dont son professeur de philosophie, l’abbé Roger, disait que c’était « une des colonnes de sa classe. » Il y eut pour condisciple le futur Supérieur du Grand-Séminaire et vicaire général, de Fontenay, avec qui il resta ami jusqu’à sa mort.
À la fin de ses études de droit à l’université de Caen, en 1834, il endossa, à l’âge de vingt-deux ans la profession d’avocat au barreau d’Alençon, dont il fut élu bâtonnier, et se maria bientôt après. Il est par exemple le défenseur du journal L'Indépendant de l'Ouest en 1848.
Entré en politique comme conseiller municipal d’Alençon, puis conseiller d’arrondissement, il démissionna de ses fonctions lors du coup d'État du 2 décembre 1851. Redevenu conseiller général en 1862 pour le canton ouest de cette ville jusqu’à la chute de l’Empire, il fut élu, le 8 février 1871, député de l’Orne à l’Assemblée nationale, le deuxième sur huit, par 57 820 voix, et prit place au centre droit. Il fut chargé de plusieurs rapports par les commissions dont il était membre. Il s’abstint lors du vote de l’amendement Wallon et adopta l’ensemble des lois constitutionnelles. Aux élections sénatoriales du 30 janvier 1876, candidat de « l’Union conservatrice », il publia une profession de foi constitutionnelle, fut élu, au troisième tour de scrutin, le premier sur trois, par 374 voix sur 595 électeurs, et reprit sa place au centre droit.
La Sicotière présenta au Sénat, en 1878, un projet de loi fort en avance sur son temps visant à empêcher la destruction des oiseaux insectivores dans les campagnes, projet qui fut rejeté après une vive et spirituelle passe d’armes avec son collègue Testelin. Réélu au renouvellement triennal du 8 janvier 1882, le deuxième sur trois par 552 voix sur 584 volants, il le fut aussi, à celui du 4 janvier 1891, le premier sur trois, par 524 voix sur 951 votants. Au milieu des passions qui s’agitaient autour de lui, La Sicotière resta cependant homme d’études, et sa carrière législative fut assez effacée. Il n’aborda jamais la tribune, mais ses travaux, ses rapports étaient sérieux et étudiés. Celui sur le projet de loi concernant la protection des oiseaux, par exemple, ne touchait pas aux grands intérêts de l’État, mais offrait le mérite de la méthode et de la clarté qui en résulte. Par ailleurs, La Sicotière avait fait un autre rapport de plus de neuf cents pages in-4° sur la situation de l’Algérie pendant la guerre. La grande compétence qu’il y démontra fit dire au président du Sénat, Challemel-Lacour, dans l'éloge funèbre de l’auteur, que ce travail volumineux était toujours consulté avec utilité.
Bibliophile et collectionneur, La Sicotière se passionna pour l’histoire et c’est dans la rédaction de nombreux ouvrages d’érudition que réside sa célébrité. Son titre de gloire en tant qu’historien est d’avoir jeté, avec son Louis XVII en Vendée, une lumière qui n’existait pas avant lui sur la mystérieuse histoire du jeune Louis XVII. La Sicotière était également passionné pour l’histoire de ses compatriotes émigrés au Canada mais son chef-d’œuvre a été l’Histoire de Frotté et des insurrections normandes, qui fut, à son époque, pour le monde savant lui-même, une grande découverte. Autant la chouannerie bretonne était célèbre, autant la chouannerie normande était obscure et inconnue. C’est à La Sicotière qu’on doit d’avoir comblé une lacune considérable dans l’histoire de la Révolution avec ses recherches sur la chouannerie normande des Frotté et des Puisaye, historiquement aussi intéressante que les guerres de Bretagne, et même de Vendée. L’ouvrage qu’il a consacré à cette question, Frotté et les insurrections normandes, 1793-1832, a reçu le prix Marcelin-Guérin de l’Académie française,.
La Sicotière fonda, en 1881, de concert avec l’archiviste du département Louis Duval, la Société historique et archéologique de l'Orne en 1882, société qui a contribué puissamment au développement des études locales et auquel la composition de cette histoire lui doit beaucoup de documents. En 1847, il avait fondé la Société d’horticulture et, en 1857, le Musée des Beaux-Arts et de la Dentelle d’Alençon, puis la Société d’histoire contemporaine en 1890.
Ce passionné de littérature n’écrivait jamais juste pour la beauté du style, voulant que sa pensée renferme toujours quelque chose d’utile, qu’il ornait ensuite avec une élégance d’autant plus méritoire qu’elle n’était pas chez lui le résultat de la facilité, mais d’un travail pénible et surtout raisonné, qui lui faisait mettre chaque chose à sa place, avec une méthode qui ne permettait pas de lire ses ouvrages sans acquérir sans cesse quelque connaissance nouvelle. Nul n’était, en privé, plus simple, plus cordial, plus éloigné de toute prétention que cet homme dont la bonté allait quelquefois jusqu’à la faiblesse. Tous ceux qui l’avaient connu attestaient ne s’être jamais vu refuser le prêt d’un volume assez souvent d’un grand prix, et même unique dans son genre. Quiconque se présentait en consultation, fût-ce à une heure indue, n’en était pas moins assuré de l’amabilité de La Sicotière, dont la chambre et le lit étaient encore en désordre, et de ressortir avec la réponse qu’il désirait avoir, aussi tout le monde appréciait-il celui que son ami Gustave Le Vavasseur appelait « le bon La Sicotière ».
En 1894, l’Institut le nomma membre correspondant en attendant l’admission complète qu’il n’obtint jamais, étant mort au début de l’année suivante, à l’âge de quatre-vingt-trois ans. La Sicotière s’était signalé de bonne heure parmi les membres les plus zélés de la Société des antiquaires de Normandie, qui l’élut pour directeur à deux reprises, en 1843 et en 1893, et de la Société française d'archéologie, dont il fut pendant de longues années, inspecteur pour le département de l’Orne. Il avait également fait partie, dès ses débuts, de l’Intermédiaire, apportant jusqu’à sa dernière heure, sous divers pseudonymes, une collaboration constante et ininterrompue aux Nouvelles de l’intermédiaire. Le 21 août 1900, la ville d’Alençon lui rendit hommage en lui élevant un monument dans le jardin de l’Hôtel de Ville.

## Principales publications
Les nombreux Rapports de L. de La Sicotière au Sénat n’ont pas été répertoriés.

### Régionalisme
- « Notice sur l’arrondissement de Mortagne », Annuaire des cinq départements de la Normandie, Caen,‎ 1838, p. 253-281 (lire en ligne). — Tiré à part : Caen, A. Le Roy, 1837.
- « Rapport sur les monuments de Laval... », Bulletin monumental, Paris et Caen, vol. 4,‎ 1838, p. 306-318 (lire en ligne). — Tiré à part : Caen, A. Hardel, 1838.
- « Excursion dans le Sonnois », Courrier de la Sarthe, Le Mans, nos 1063, 1066, 1070 et 1079,‎ 22 novembre-29 décembre 1839. — Tiré à part : Le Mans, C. Richelet, 1840.
- « Note sur l’église de Mortain (Manche) et sur les stalles en bois qui s’y trouvent », Bulletin monumental, Paris et Caen, vol. 5,‎ 1839, p. 369-381 (lire en ligne). — Tiré à part : s.l.n.d. [Caen, A. Hardel, 1839].
- « Excursions dans le Maine », Courrier de la Sarthe, Le Mans,‎ octobre 1840-avril 1841. — Tiré à part : Le Mans, C. Richelet, 1841.
- « Extrait d’un rapport sur les monuments historiques du département de l’Orne », Bulletin monumental, Paris et Caen, vol. 6,‎ 1840, p. 445-468 (lire en ligne). — Tiré à part : Caen, A. Hardel, 1841.
- « Rapport à M. le préfet de l’Orne sur l’abbaye et l’église de Lonlay », Mémoires de la Société des antiquaires de Normandie, Paris, vol. 12 (2e série),‎ 1840-1841, p. 264-299 (lire en ligne). — Tiré à part : Caen, A. Hardel, 1841.
- « Histoire du collège d’Alençon », Annuaire des cinq départements de la Normandie, Caen,‎ 1842, p. 366-442 (lire en ligne). — Tiré à part : Caen, H. Le Roy, s.d.
- « Notice sur les vitraux de l’église Notre-Dame d’Alençon », Bulletin monumental, Paris et Caen, vol. 8,‎ 1842, p. 105-115 (lire en ligne). — Tiré à part : Caen, A. Hardel, 1842.
- « Séance publique annuelle du 16 août 1843 : [discours de M. de La Sicotière] », Mémoires de la Société des antiquaires de Normandie, Paris, vol. 13 (3 de la 2e série),‎ 1842-1843, p. XXIV-LI (lire en ligne). — Tiré à part : Caen, A. Hardel, 1844, sous le titre : La Cour de la reine de Navarre à Alençon....
- « Visite faite par l’Association normande au monastère de la Trappe, le 17 juillet 1843 : rapport », Annuaire des cinq départements de la Normandie, Caen,‎ 1843, p. 246-254 (lire en ligne). — Tiré à part : Caen, H. Le Roy, s.d.
- « Le Château de Carrouges », La Mosaïque de l’Ouest, Angers puis Blois, vol. 1,‎ 1844-1845, p. 29-31, 41-42 et 77-81. — Tiré à part : Angers, Cormier et Lachèse, 1844.
- « Les Genettes : Valazé (conventionnel) ; Des Genettes ; Général Valazé », La Mosaïque de l’Ouest, Angers puis Blois, vol. 1,‎ 1844-1845, p. 138-142, 210-218 et 325-332, ill. — Signé « L. de La S. » Une suite est annoncée p. 332 ; elle semble n’avoir jamais paru. Texte reproduit dans Le Département de l’Orne archéologique et pittoresque (1845).
- « Notice sur la cathédrale de Sées », Annuaire de l’Orne, Alençon,‎ 1844, p. 443-463. — Tiré à part : Alençon, Bonnet, 1844.
- « Notice sur les annuaires du département de l’Orne », Annuaire des cinq départements de la Normandie, Caen,‎ 1844, p. 479-496 (lire en ligne). — Tiré à part : Caen, H. Le Roy, s.d.
- Le Département de l’Orne archéologique et pittoresque (en collab. avec Auguste Poulet-Malassis), Laigle, J.-F. Beuzelin, 1845, xxii-299 (lire en ligne).
- « Sainte-Suzanne (Mayenne) », dans Olivier de Wismes, Le Maine et l’Anjou historiques, archéologiques et pittoresques, t. 1 : Maine, Nantes, V. Forest et É. Grimaud, 1854. — Constitue la 41e livraison de cet ouvr. Tiré à part (100 ex.) : Laval, A. Goupil, 1892, sous le titre : Notice historique sur Sainte-Suzanne (Mayenne), 25 p. (lire en ligne).
- « Compte rendu par M. Léon de La Sicotière de l’excursion faite aux Pieux et au Rozel par quelques membres du Congrès », Congrès scientifique de France, Paris, vol. 1,‎ 1860, p. 147-157 (lire en ligne). — Discours prononcé lors de la 27e session du Congrès (Cherbourg, septembre 1860). Le titre de ce discours ne figure qu’à la table (p. 673). Tiré à part : Cherbourg : A. Mouchel, s.d.
- « L’Agriculture et les écrivains dans le département de l’Orne », Journal d’Alençon, no 61,‎ 25 mai 1861 (lire en ligne). — Sous la rubrique : Variétés.
- Notes statistiques sur le département de l’Orne, Paris, Poulet-Malassis et de Broise, 1861, 91 p.
- « Rapport de M. Léon de la Sicotière sur les écoles établies pour les sourds-muets et les jeunes aveugles, sous la direction de M. l’abbé Lebecq, dans la maison de la Providence, à Alençon », Conseil général de l’Orne, Alençon,‎ 1861, p. 143-148 (lire en ligne). — Tiré à part : Alençon : Marguerith-Dupré, s.d.
- « Archéologie », Journal d’Alençon,‎ 24 avril 1862, p. 3 (lire en ligne). — Tiré à part : Alençon, E. de Broise, s.d., avec le sous-titre : Découverte d’un marteau celtique en pierre dure, près d’Alençon.
- « Rapport sur les édifices départementaux, présenté au conseil général de l’Orne, à la séance du 29 août 1863 », Conseil général de l’Orne : procès-verbal des séances, Alençon,‎ 1863, p. 133-143 (lire en ligne). — Tiré à part : Alençon, Marguerith-Dupré, 1863.
- « Exposition de Falaise, juillet 1864 : tableaux et objets d’art ancien et moderne », Journal d’Alençon, no 85,‎ 21 juillet 1864 (lire en ligne). — Tiré à part : Alençon, E. de Broise, s.d., 19 p.
- « Discours de M. de La Sicotière », dans Distribution des prix du lycée impérial d'Alençon, 8 août 1865 : discours, Alençon, E. de Broise, 1865 (lire en ligne), p. 17-32. — Tiré à part : même éd., même date.
- Documents pour servir à l’histoire des élections aux États généraux de 1789 dans la généralité d'Alençon, Alençon, E. de Broise, 1865, 150 p. (lire en ligne).
- Extrait du procès-verbal des délibérations du conseil municipal d’Alençon : séance du 7 novembre 1865, Alençon, E. de Broise, s. d., 8 p. (lire en ligne). — Rapport de L. de La Sicotière concernant les améliorations de la ville d’Alençon.
- « Notes pour servir à l’histoire des jardins et de l’arboriculture dans le département de l’Orne », Bulletin de la Société d’horticulture de l’Orne, Alençon, vol. 1,‎ 1861-1865, p. 148-199, 273-283 et 289-300. — Tiré à part : Alençon, E. de Broise, 1865.
- « Rapport de M. de La Sicotière sur l’ensemble des deux expositions artistique et industrielle d’Alençon, 1865 », Journal d’Alençon, no 76,‎ 29 juin 1865 (lire en ligne). — Sous la rubrique : Distribution des prix aux exposants de l’industrie et des beaux-arts. Tiré à part : Alençon, E. de Broise, 1865, sous le titre : Exposition d'Alençon, 1865 : rapports de M. Léon de La Sicotière et de M. Gustave Le Vavasseur.
- « Lettre de M. de La Sicotière... sur des empreintes nombreuses visibles à la surface d'un rocher de grès de Bagnoles (Orne) », Bulletin de la Société linnéenne de Normandie, Caen, vol. 1 (2e série),‎ 1866 (publié en 1868), p. 83-91 (lire en ligne). — Le titre ne figure qu'à la table. Avec, p. 89-91, une lettre de M. Eudes-Deslongchamps adressée à L. de La Sicotière. Tiré à part : Caen, F. Le Blanc-Hardel, 1867, sous le titre : Note sur de curieuses empreintes observées à la surface de grès quartzites, à Bagnoles (Orne).
- « Chemin de fer d'intérêt local, d'Alençon à Condé », Conseil général de l’Orne : procès-verbal des séances, Alençon,‎ 1868, p. 132-143 (lire en ligne). — A également paru dans le Journal d’Alençon (n° 106, 10 septembre 1868), sous la rubrique : Compte rendu du conseil général. Tiré à part : Alençon, E. de Broise, s. d., sous le titre : Rapport de M. de La Sicotière sur les chemins de fer départementaux.
- Étude de Me Maruelle, avoué à Alençon (Orne) : M. Élie Royer, propriétaire à Saint-Sauveur-de-Carrouges, défendeur, contre le sieur Gautier et consorts, tous propriétaires et cultivateurs à Saint-Sauveur-de-Carrouges, demandeurs, Alençon, C. Thomas, 1870, 27 p. — Signé : « De La Sicotière. »
- « [Discours de L. de La Sicotière lors de l'assemblée générale de la Société de l'histoire de Normandie, 2 juillet 1874] », Bulletin de la Société de l’histoire de Normandie, Rouen,‎ 1870-1875, p. 192-209 (lire en ligne). — Le texte original n'est pas titré. Tiré à part : Rouen, H. Boissel, 1874, sous le titre : Coup d’œil sur les historiens du Perche.
- « Le Journalisme à Laigle : études rétrospectives », Le Glaneur de l’Orne et de l’Eure, Laigle, nos 22-26, 30, 31, 33 (1877) ; 9, 10, 13, 16, 22, 24 (1878),‎ 15 juillet 1877-16 juin 1878. — Travail inachevé.
- « La Légende de Marie Anson », Bulletin de la Société historique et archéologique de l’Orne, Alençon, vol. 1,‎ 1883, p. 231-266 (lire en ligne). — Discours prononcé le 26 octobre 1882. Tiré à part : s.l.n.d.
- « Rapport sur la visite aux anciens monuments, au musée et à l’exposition archéologique et artistique de Châteaubriant », Bulletin archéologique de l’Association bretonne, Saint-Brieuc, vol. 2,‎ 1882 (publié en 1883), p. 169-188 (lire en ligne).
- « L’Association des étudiants en droit de Rennes avant 1790 », Mélanges historiques, littéraires, bibliographiques publiés par la Société des bibliophiles bretons, Nantes, vol. 2,‎ 1883, p. 1-74 (lire en ligne). — Anonyme ; le nom de l’auteur n’apparaît que dans le tiré à part : Nantes, V. Forest et É. Grimaud, 1883.
- « Les Rosières en Basse-Normandie », Bulletin de la Société historique et archéologique de l’Orne, Alençon, vol. 3,‎ 1884, p. 397-450, ill. (lire en ligne). — Tiré à part : Alençon, E. Renaut-De Broise, [1884].
- « Notre-Dame-du-Chêne ou de la Miséricorde (Anjou) », Revue historique, littéraire et archéologique de l’Anjou, Angers, vol. 12 (nouvelle série),‎ 1886, p. 1-28 (lire en ligne). — Tiré à part : Angers, Germain et G. Grassin, 1886, sous le titre : Notice sur Notre-Dame-du-Chêne ou de la Miséricorde (Anjou).
- « Les Portefeuilles des sociétés de province », Bulletin de la Société historique et archéologique de l’Orne, Alençon, vol. 5,‎ 1886, p. 307-320 (lire en ligne). — Tiré à part : Alençon, E. Renaut-De Broise, 1886.
- « L’Émigration percheronne au Canada pendant le XVIIe siècle », Bulletin de la Société historique et archéologique de l’Orne, Alençon, vol. 6,‎ 1887, p. 351-384 (lire en ligne). — Tiré à part : Alençon, E. Renaut-De Broise, 1887.
- « Les Nu-pieds de Mantilly (1639-1644) », Bulletin de la Société historique et archéologique de l’Orne, Alençon, vol. 8,‎ 1889, p. 429-468 (lire en ligne). — Tiré à part : Alençon, E. Renaut-De Broise, 1890.
- « Esquisses normandes : Chaumont », Revue illustrée des provinces de l’Ouest, Paris, vol. 1,‎ 1890, p. 31-35, ill. — Avec une vue de Chaumont, dessinée par Paule de La Sicotière. Une deuxième Esquisse normande (La Roche-Mabille) a paru en 1891.
- « État de la généralité d'Alençon sous Louis XIV, par Louis Duval : compte rendu, par Léon de La Sicotière », Bulletin de la Société historique et archéologique de l’Orne, Alençon, vol. 9,‎ 1890, p. 491-496 (lire en ligne).
- « Exposition bibliographique de Sées (2-6 octobre 1889) : impressions de visite », Bulletin de la Société historique et archéologique de l’Orne, Alençon, vol. 9,‎ 1890, p. 9-42 (lire en ligne). — Anonyme. Tiré à part : Alençon, E. Renaut-De Broise, s.d.
- « Esquisses normandes, II : La Roche-Mabille [sic] (Orne) », Revue illustrée des provinces de l’Ouest, Paris, vol. 4,‎ 1891, p. 35-39, ill. (lire en ligne). — Une première Esquisse normande (Chaumont) a paru en 1890.
- « Bibliographie des usages et des traditions populaires du département de l’Orne », Revue des traditions populaires, Paris, vol. 7,‎ 1892, p. 659-668 et 722-746. — Première partie (lire en ligne) ; deuxième partie (lire en ligne). Tiré à part : Vannes, Lafolye, 1892.
- « À propos des ruines romaines d’Oisseau-le-Petit (Sarthe) », Revue historique et archéologique du Maine, Mamers et Le Mans, vol. 35,‎ 1894, p. 113-124 (lire en ligne). — Tiré à part : Mamers, G. Fleury et A. Dangin, 1894.
- « Bibliographie des journaux du département de l’Orne », Compte rendu du congrès provincial de la Société bibliographique et des publications populaires, Le Mans,‎ 1894, p. 295-322 (lire en ligne). — Tiré à part : Le Mans, E. Monnoyer, 1894.
- « Discours de M. de La Sicotière [à la séance publique de la Société des antiquaires de Normandie, le 14 janvier 1894] », Bulletin de la Société des antiquaires de Normandie, Paris, Caen et Rouen, vol. 17,‎ 1893-1895 (paru en 1896), p. 113-146 (lire en ligne). — Tiré à part : Caen, H. Delesques, 1896, sous le titre : Société des antiquaires de Normandie : discours d'ouverture prononcé à la séance publique tenue à Caen, le 14 janvier 1894.
- « Notes sur l’iconographie des évêques de Sées », Les Annales de Normandie, Nonant (Orne),‎ 1894, p. 69-77 (lire en ligne). — Lettre adressée au directeur des Annales de Normandie et signée : « Un de vos abonnés. » Tiré à part (anonyme) : Argentan, Impr. du Journal de l’Orne, 1894.
- « Notes sur la petite église au diocèse de Séez », Revue catholique de Normandie, Évreux et Caen,‎ 1894, p. 454-477 (lire en ligne). — Tiré à part : Évreux, Impr. de l’Eure, 1894.
- « La Société royale d’agriculture de la généralité d'Alençon : 1762-1790 », Bulletin de la Société historique et archéologique de l’Orne, Alençon, vol. 13,‎ 1894, p. 488-509 (lire en ligne). — Tiré à part : Alençon, E. Renaut-De Broise, 1894.
- « Histoire et légende d’un plat », Annuaire des cinq départements de la Normandie, Caen et Rouen,‎ 1895, p. 161-174 (lire en ligne). — Plat ancien, représentant la fierte de saint Romain, découvert par l’auteur à Hesloup, en 1868. Tiré à part : Caen, H. Delesques, 1895.

### Histoire
- « Procès des girondins : détails sur la défense de Dufriche-Valazé et sur le manuscrit autographe de cette défense », Le Droit : journal général des tribunaux, Paris, no 148,‎ 21 juin 1840, p. 600-601 (lire en ligne). — Lettre au rédacteur du journal.
- « Charlotte Corday », La Mosaïque de l’Ouest, Angers puis Blois, vol. 2,‎ 1845-1846, p. 286-289, 328-333 et 358-365, ill. — Signé : « P. D. » [Paul Delasalle], mais le texte est bien de L. de La Sicotière, qui l’a complété par : « Charlotte Corday : nouveaux détails », La Mosaïque de l’Ouest, vol. 3,‎ 1846-1847, p. 135-138, ill. Signé : « D. L. S. »
- « Un atelier de fausse monnaie au XVe siècle », Revue numismatique, Blois et Paris,‎ 1847, p. 281-298 (lire en ligne). — Tiré à part : Blois, E. Dézairs, s. d.
- « À propos d’autographes : Marie-Antoinette, Madame Roland, Charlotte Corday », Revue de la Normandie, Rouen, vol. 4,‎ 1864, p. 1-14, 78-91, 161-179 et 295-307. — Première partie (lire en ligne) ; deuxième partie (lire en ligne) ; troisième partie (lire en ligne) ; quatrième partie (lire en ligne). — Tiré à part : Rouen, E. Cagniard, 1864.
- « Charlotte Corday et Fualdès », Revue des questions historiques, Paris, vol. 2,‎ 1867, p. 218-247 (lire en ligne). — Tiré à part : Paris, V. Palmé, 1867 (texte remanié et augmenté de l’article paru sous le même titre dans Le Droit : journal des tribunaux, n° 148, 23 juin 1861, p. 606-607).
- « Henri IV, le bourgeois et la dinde en pal », Revue de la Normandie, Rouen, vol. 10,‎ 1870, p. 330-345 (lire en ligne). — Tiré à part : Rouen, E. Cagniard, 1870.
- La Mort de Louis XVI, scènes historiques..., par A. du Chatellier : compte rendu, par Léon de La Sicotière, Alençon, E. de Broise, 1875, 11 p. (lire en ligne).
- « Le Curé Cantiteau : notes sur les Cathelineau », Revue historique, littéraire et archéologique de l’Anjou, Angers, vol. 16, 17, 18,‎ 1876-1877, p. 346-357, 288-318 et 50-66 (lire en ligne). — Tiré à part : Angers, Germain et G. Grassin, 1877. Il a paru un supplément : « Le Curé Cantiteau : notes sur les Cathelineau. Supplément », Revue historique, littéraire et archéologique de l’Anjou, vol. 21,‎ 1878, p. 14-22 (lire en ligne). — Tiré à part : Angers, Germain et G. Grassin, 1878.
- « La Mort de Jean Chouan et sa prétendue postérité », Revue historique et archéologique du Maine, Mamers et Le Mans, vol. 2,‎ 1877, p. 551-584 (lire en ligne). — Tiré à part : Mamers, G. Fleury et A. Dangin, 1877.
- « Pacification de la Vendée, 1800 : conversation entre un officier envoyé par le général Hédouville et MM. de Chatillon et de Bourmont », Revue des documents historiques, Paris, vol. 5,‎ 1878, p. 157-170 (lire en ligne). — Le nom de La Sicotière est mentionné p. 157, note 1. Tiré à part (150 ex.) : Paris, Charavay frères, 1878.
- « Un complice de Carrier : le patriote d’Héron », Revue de Bretagne et de Vendée, Nantes, vol. 46, 47,‎ 1879-1880, p. 308-321, 14-25, 224-234 et 253-265. — Première partie (lire en ligne) ; deuxième partie (lire en ligne) ; troisième partie (lire en ligne) ; quatrième partie (lire en ligne). — Tiré à part (100 ex.) : Nantes, V. Forest et É. Grimaud, 1879.
- « René Chouan et sa prétendue postérité », Revue historique et archéologique du Maine, Mamers et Le Mans, vol. 7,‎ 1880, p. 147-163 (lire en ligne). — Tiré à part : Mamers, G. Fleury et A. Dangin, 1880.
- « Une chanson républicaine en l’honneur de Charette : 1795 », Revue des documents historiques, Paris, vol. 7,‎ 1880, p. 45-54 (lire en ligne). — Le nom de La Sicotière est mentionné p. 45, note 1.
- « Les Articles secrets : pacification de la Vendée en 1795 », Revue des questions historiques, Paris, vol. 29,‎ 1881, p. 186-245 (lire en ligne). — Tiré à part (50 ex.) : Paris, V. Palmé, 1881.
- « Les Faux Louis XVII », Revue des questions historiques, Paris, vol. 32,‎ 1882, p. 147-209 et 494-591 (lire en ligne). — Tiré à part : Paris, V. Palmé, 1882.
- « L’Évasion du fort de Joux : février 1805 [i. e. janvier 1805] », Revue de la Révolution, Paris, vol. 1,‎ 1883, p. 47-63 (lire en ligne). — Titre initial : L’Évasion du fort de Joux : février 1805. « Février » a été remplacé par « janvier » dans le tiré à part (125 ex.) : Nantes, V. Forest et É Grimaud, 1883.
- « L’Agent Roger Ducos », Revue de la Révolution, Paris, vol. 3,‎ 1884, p. 55-62 (lire en ligne). — Sous la rubrique : Documents inédits (avec une pagination séparée), après la p. 488 de ce 3e volume.
- « Frotté en Bretagne et en Vendée : 1795 », Revue de Bretagne et de Vendée, Nantes, vol. 56 (6 de la 6e série),‎ 1884, p. 161-182 (lire en ligne). — Tiré à part : Nantes, V. Forest et É. Grimaud, 1884.
- « Un chapitre de l’histoire de Frotté : naissance, famille, éducation, régiment », Revue de la Révolution, Paris, vol. 4,‎ 1884, p. 107-130 (lire en ligne). — Tiré à part : Nantes, V. Forest et É Grimaud, 1884.
- « Préliminaires de la pacification : les conférences, 1799-1800, Pouancé, Candé, Montfaucon », Revue historique, littéraire et archéologique de l’Anjou, Angers, vol. 10 (nouvelle série),‎ 1885, p. 1-30 et 117-172. — Première partie (lire en ligne) ; deuxième partie (lire en ligne). Extrait de : Louis de Frotté et les insurrections normandes. Tiré à part : Angers, Germain et G. Grassin, 1885.
- « Les Soumissions dans l’Ouest (janvier-février 1800) », Revue historique et archéologique du Maine, Mamers et Le Mans, vol. 17,‎ 1885, p. 27-65 (lire en ligne). — Extrait de : Louis de Frotté et les insurrections normandes. Tiré à part : Mamers, G. Fleury et A. Dangin, 1885.
- « Le Centenaire de 1789 : le monument de la Révolution », Revue de la Révolution, Paris, vol. 9,‎ 1887, p. 56-78, 1 h.-t. (lire en ligne). — Texte signé : « Un membre du Parlement. » La planche hors texte reproduit un buste de Marat en biscuit de Sèvres. Tiré à part : Nantes, V. Forest et É. Grimaud, [1887].
- « L’Affaire des décorations en 1824 », Revue de la Révolution, Paris, vol. 11,‎ 1888, p. 67-69 (lire en ligne). — Extrait de : Louis de Frotté et les insurrections normandes.
- « Frotté au 18 fructidor », Revue des questions historiques, Paris, vol. 43,‎ 1888, p. 489-523 (lire en ligne). — Extrait de : Louis de Frotté et les insurrections normandes.
- « Étude historique et critique sur l’ouvrage de M. Port, La Vendée angevine : les origines, l’insurrection (janvier 1789-31 mars 1793) », Revue de l’Anjou, Angers, vol. 18 (nouvelle série),‎ 1889, p. 61-98 (lire en ligne). — Tiré à part : Angers, Germain et G. Grassin, 1889. Célestin Port a répondu à L. de La Sicotière, p. 171-185 de ce 18e volume : Lettre à M. de La Sicotière (lire en ligne).
- Louis de Frotté et les insurrections normandes : 1793-1832, Paris, E. Plon-Nourrit, 1889, 3 vol. — Tome premier (lire en ligne) ; tome deuxième (lire en ligne) ; tome troisième : table générale et carte du théâtre de la guerre (lire en ligne).
- « Louis XVII et le cercueil de Sainte-Marguerite », Le Gaulois, Paris, no 5236,‎ 16 juillet 1894, p. 1-2 (lire en ligne). — Lettre datée du 13 juillet 1894.
- « Louis XVII en Vendée », Revue du Bas-Poitou, Fontenay-le-Comte,‎ 1895, p. 5-24, 178-194 et 268-272. — Première partie (lire en ligne) ; deuxième partie (lire en ligne) ; troisième partie (lire en ligne). — Tiré à part : Vannes, Lafolye, 1895.

### Biographies – Bibliographies
- « Béranger », La Revue, Entracte et Vert-vert réunis, Alençon, nos 14, 15, 16, 17, 19 et 21,‎ 22 août-15 septembre 1839. — Tiré à part : Alençon, Rallu-Matrot, 1839.
- « Julien Riqueur, poète français du XVIe siècle », Journal des savants de Normandie,‎ 1844, p. 906-948. — Tiré à part : Caen, Pagny, s. d.
- « L. A. Piel, architecte et dominicain », Revue de Caen, vol. 2,‎ 1844, p. 73-90. — Sous la rubrique : Mélanges. Tiré à part : Caen, A. Hardel, 1844, sous le titre : Notice sur L. A Piel, architecte et dominicain.
- « Salomon de Caus : il n’a jamais été fou », Magasin pittoresque, Paris, vol. 18,‎ 1850, p. 193-195, portr. (lire en ligne). — Anonyme. Texte lu le 27 juillet 1847 à la Société des antiquaires de Normandie.
- Bio-bibliographie [sic] de Marie-Antoinette, Paris, Imprimerie parisienne, 1862, 62 p. (lire en ligne). — Se trouve aussi dans l’ouvrage suivant : Adolphe de Lescure, La Vraie Marie-Antoinette : étude historique, politique et morale, Paris, Dupray de La Mahérie, 1863 (lire en ligne).
- Notice historique et littéraire sur Dulaure, Paris, Poupart-Davyl, coll. « Biographies contemporaines », 1862, 23 p. (lire en ligne). — Ce texte sert d’introduction aux Mémoires de Dulaure, Paris, Poulet-Malassis, 1862 (lire en ligne).
- « Monanteuil, dessinateur et peintre », Bulletin de la Société des beaux-arts de Caen, vol. 3,‎ 1863 (contient aussi les années 1864 à 1867), p. 261-283 (lire en ligne). — Paru en 1865 et tiré à part la même année : Caen, F. Le Blanc-Hardel.
- « Notice littéraire et biographique sur l’abbé Fret, curé de Champs (Orne)... », L’Écho de l’Orne, Mortagne, nos 20, 21, 23, 25, 27 et 28,‎ 14 mai-9 juillet 1868.
- « Notice biographique et littéraire sur Georges Mancel, conservateur de la bibliothèque publique de Caen... », Mémoires de la Société des antiquaires de Normandie, Paris, Caen et Rouen, vol. 28 (8 de la 3e série),‎ 1871, p. LV-LXXXV (lire en ligne). — Tiré à part : Caen, F. Le Blanc-Hardel, 1870, coll. « Biographies contemporaines ».
- « Vieux livres et vieux papiers : lettre à M. Alfred Lallié, ancien député », Mélanges historiques, littéraires, bibliographiques, publiés par la Société des bibliophiles bretons, Nantes, vol. 1,‎ 1878, p. 223-258 (lire en ligne). — Tiré à part (100 ex.) : Nantes, V. Forest et É. Grimaud, 1879.
- « M. Jules de La Pilorgerie », Revue de Bretagne et de Vendée, Nantes, vol. 51 (1 de la 6e série),‎ 1882, p. 196-215 (lire en ligne). — Tiré à part : Nantes, V. Forest et É. Grimaud, 1882.
- « Une muse normande inconnue : Mlle Cosnard, de Sées », Bulletin de la Société historique et archéologique de l’Orne, Alençon, vol. 3,‎ 1884, p. 5-37 (lire en ligne). — Tiré à part : Alençon, E. Renaut-De Broise, 1884.
- « La Conversion de Rancé », Bulletin de la Société historique et archéologique de l’Orne, Alençon, vol. 4,‎ 1885, p. 197-218 (lire en ligne). — Tiré à part : Alençon, E. Renaut-De Broise, [1885].
- « M. du Chatellier », Bulletin monumental, Paris et Caen, vol. 51 (1 de la 6e série),‎ 1885, p. 303-313 (lire en ligne). — Tiré à part : Caen, F. Le Blanc-Hardel, [1885].
- « Biographie, bibliographie », Revue de la Révolution, Paris, vol. 6, 8 et 10,‎ 1885-1887. — Cinq titres parus : Charles Vatel, t. 1, 1885 (lire en ligne), p. 70-77 ; Charles Vatel, t. 2, 1885 (lire en ligne), p. 150-153 ; Liesville, 1885 (lire en ligne), p. 470-474 ; Maufras du Chatellier, 1886 (lire en ligne), p. 69-80 ; Feuillet de Conches, 1887 (lire en ligne), p. 370-377 ; Faugère, 1887 (lire en ligne), p. 587-591. Chaque titre a été tiré à part : Nantes, V. Forest et É. Grimaud, s. d.
- « M. de Corday d’Armont, descendant de Corneille et père de Charlotte Corday... », Bulletin de la Société historique et archéologique de l’Orne, Alençon, vol. 7,‎ 1888, p. 313-344 (lire en ligne). — Tiré à part : Alençon, E. Renaut-De Broise, 1888, sous le titre : Corday d’Armont, petit-fils de Corneille et père de Charlotte Corday.
- « Notes sur Antoine Le Corvaisier de Courteilles et sur son Histoire des évesques du Mans », Revue historique et archéologique du Maine, Mamers et Le Mans, vol. 24,‎ 1888, p. 129-157, 1 h.-t. (lire en ligne). — Tiré à part : Mamers, G. Fleury et A. Dangin, 1888 (avec un portrait de Le Corvaisier en frontispice).
- « M. Vacquerie », Bulletin de la Société historique et archéologique de l’Orne, Alençon, vol. 8,‎ 1889, p. 374-381 (lire en ligne). — Sous la rubrique : Biographie. Signé : « L. D. L. S. »
- « Delestang : biographie et bibliographie », Documents sur la province du Perche, Mortagne et Paris, vol. 1 (4e série),‎ 1890, p. 5-8. — Texte incomplet ; le texte intégral se trouve dans le tiré à part : Mortagne, Pichard-Hayes, 1890, 16 p.
- « Hugues Quéru de Fléchelles, dit Gaultier-Garguille », Bulletin de la Société des antiquaires de Normandie, Paris, Caen et Rouen, vol. 15,‎ 1888-1891, p. 170-228 (lire en ligne). — Tiré à part : Caen, H. Delesques, 1890, sous le titre : Hugues Quéru de Fléchelles, dit Gaultier-Garguille, comédien et chansonnier.
- « M. Achille Guibourg », Revue de Bretagne, de Vendée et d’Anjou, Paris et Nantes, vol. 3,‎ 1890, p. 461-463 (lire en ligne). — Sous la rubrique : Nécrologie.
- « Philippe Moisson », Bulletin de la Société historique et archéologique de l’Orne, Alençon, vol. 10,‎ 1890, p. 268-271 (lire en ligne).  —Sous la rubrique : Nécrologie.
- « Deux poètes excentriques : l’abbé Gérard Des Rivières, Frécot Saint-Edme », Bulletin de la Société historique et archéologique de l’Orne, Alençon, vol. 12,‎ 1893, p. 449-475 (lire en ligne). — Anonyme. Tiré à part (également anonyme) : Alençon, E. Renaut, s. d.
- « À propos d’autographes : Vervoitte et Rossini », Recueil des travaux de la Société libre d’agriculture, sciences, arts et belles-lettres de l’Eure, Évreux, vol. 2 (5e série),‎ 1894 (publié en 1895), p. 82-121 (lire en ligne).
- « Perrine Dugué (1796) », Revue illustrée des provinces de l’Ouest, Paris, vol. 11 et 12,‎ 1893-1894, p. 246-253, 49-58 et 115-119. — Première partie (lire en ligne) ; deuxième partie (lire en ligne) ; troisième partie (lire en ligne). Tiré à part (100 ex.) : Savenay, J.-J. Allair, 1894. Il existe un supplément : « Perrine Dugué : supplément », Revue illustrée des provinces de l’Ouest, vol. 13,‎ 1894, p. 147-151, ill. (lire en ligne).
- « G.-S. Trébutien », Revue biblio-iconographique, Paris,‎ 1905-1906. — Première partie (lire en ligne) ; deuxième partie (lire en ligne) ; troisième partie (lire en ligne) ; quatrième partie (lire en ligne) ; cinquième partie (lire en ligne) ; sixième partie (lire en ligne) ; septième partie (lire en ligne) ; huitième partie (lire en ligne). Tiré à part : Paris, A. Blaizot, 1906, sous le titre : Bibliographie des ouvrages publiés par Trébutien : un éditeur de Barbey d’Aurevilly.

### Sujets divers
- « Mémoire sur le roman historique... », Congrès scientifique de France, Paris, vol. 1,‎ 1839, p. 435-487 (lire en ligne). — Tiré à part : Le Mans, C. Richelet, 1839.
- « Observations sur le symbolisme religieux », Mémoires de la Société des antiquaires de l’Ouest, Poitiers, vol. 11,‎ 1844, p. 121-146 (lire en ligne). — Tiré à part : Poitiers, F.-A. Saurin, s. d.
- Commentaire de la loi des 18 avril-13 mai 1863, par Albert Pellerin : compte rendu, par Léon de La Sicotière, Alençon, E. de Broise, 1863, 8 p. (lire en ligne). — Daté du 9 novembre 1863.
- « Rapport de M. Léon de La Sicotière sur l’assistance et l’extinction de la mendicité », Conseil général de l’Orne : procès-verbal des séances, Alençon,‎ 1864, p. 135-164 (lire en ligne). — Tiré à part : Alençon, Ch. Thomas, 1864.
- « Capucin ou trappiste », Bulletin de la Société historique et archéologique de l’Orne, Alençon, vol. 9,‎ 1890, p. 472-476 (lire en ligne). — Tiré à part : Alençon, E. Renaut-De Broise, [1890].
- « Protection des oiseaux », Le Cidre et le Poiré, Argentan,‎ 1892, p. 305-313 (lire en ligne). — Tiré à part : Argentan, Impr. du Journal de l’Orne, 1892.
- Contributions à l’Intermédiaire des chercheurs et curieux : 1864-1895 (préf. Edmond Biré), s. l., Éditions du Bois-Menez, coll. « Textes oubliés », 2022, 461 p., 30 cm (ISBN 978-2-490135-26-4), disponible sur Internet Archive. ― Réunit pour la première fois toutes les contributions que l'auteur inséra dans ce périodique. Index.

### Éditions de textes – Contributions
- Alphonse Le Flaguais (préf. Léon de La Sicotière), Œuvres poétiques complètes de Alph. Le Flaguais..., Paris, A. Derache, 1850-1860, 4 vol.
- Ouvrage collectif (collab. de Léon de La Sicotière pour la Basse-Normandie), La Normandie illustrée : monuments, sites et costumes, Nantes, Charpentier père, fils et Cie, 1852, 2 vol.
- Olivier de Wismes, Le Maine et l’Anjou historiques, archéologiques et pittoresques : recueil des sites et des monuments les plus remarquables sous le rapport de l’art et de l’histoire..., Nantes, V. Forest et É. Grimaud, 1854-1862, 2 vol. — L. de La Sicotière a contribué aux livraisons 12, 13, 17-18, 19, 37 et 41 du premier tome.
- Pierre-Joseph Odolant-Desnos (éd. annotée par Léon de La Sicotière), Mémoires historiques sur la ville d’Alençon et sur ses seigneurs : précédés d’une dissertation sur les peuples qui ont habité anciennement le duché d'Alençon et le comté du Perche..., Alençon et Paris, Poulet-Malassis et de Broise, 1858, 2e éd., 445 p. (lire en ligne). — Premier tome seul paru.
- Jacques-Antoine Dulaure (introd. par Léon de La Sicotière), Mémoires de Dulaure, Paris, Poulet-Malassis, 1862 (lire en ligne), p. 255-450. — Publiés à la suite des Mémoires de Louvet. La Notice historique et littéraire sur Dulaure, par L. de La Sicotière, sert d’introduction et occupe les p. 257-279. Elle a fait l’objet d’un tiré à part : Paris, Poupart-Davyl, 1862.
- Adolphe de Lescure (avec une biobibliographie de Marie-Antoinette par Léon de La Sicotière), La Vraie Marie-Antoinette : étude historique, politique et morale, suivie du recueil réuni pour la première fois de toutes les lettres de la reine connues jusqu’à ce jour..., Paris, Librairie parisienne, 1863, 256 p. (lire en ligne). — La Bio-bibliographie [sic] de Marie-Antoinette, par L. de La Sicotière, occupe les p. 180-240. Elle a fait l’objet d’un tiré à part : Paris, Imprimerie parisienne, 1862.
- La Vie de sainte Opportune, abbesse d’Almenèches au diocèse de Séez, en Normandie : poème légendaire du Moyen Âge (publ. pour la première fois, avec une introd. et des notes par Léon de La Sicotière), Rouen, H. Boissel, coll. « Société des bibliophiles normands » (no 11), 1866, xii-[14]-viii (lire en ligne).
- L’Orphelin Chanfailly (publ. et annot. par Léon de La Sicotière), Antiquaire de la ville d’Alençon, ou Factum historique pour l’église de Saint-Léonard d’Alençon : MVCLXXXV, s. l., 1868, 46 p. (lire en ligne).
- Augustin Pous (publ. par Léon de La Sicotière et Jamme de La Goutine), Le Curé Pous : correspondance inédite d’un membre de l’Assemblée constituante, 1789-1791, Angers, Germain et G. Grassin, 1880, 125 p., 1 portrait (lire en ligne). — Extrait de la Revue de l’Anjou, vol. 21 (1878), 22 et 23 (1879), 24 (1880).
- Armand du Chatellier (avec une biobibliographie de l’auteur par Léon de La Sicotière), Un essai de socialisme, 1793-94-95 : réquisitions, maximum, assignats, Paris, Retaux-Bray, 1887, 88 p. (lire en ligne).
- Généraux et chefs de la Vendée militaire et de la chouannerie, suivis de la liste alphabétique des chefs de division, officiers : 1793, 1799, 1815, 1832 (collab. Léon de La Sicotière), Paris, Retaux-Bray, 1887, vi-120, portr. et pl. (lire en ligne). — Contributions de L. de la Sicotière : Puisaye, p. 35-41 ; Louis de Frotté, p. 47-51.
- Marthe Cosnard (introd. par Léon de La Sicotière), La Tragédie des chastes martyrs, Rouen, E. Cagniard, coll. « Société des bibliophiles normands » (no 48), 1888, xxxv-88 (lire en ligne).
- Arthur-Louis Letacq, « Recherches pour servir à l'histoire des études géologiques dans le département de l'Orne jusqu'en 1870, extraites en partie d'un manuscrit de M. de La Sicotière », Bulletin de la Société linnéenne de Normandie, Caen, vol. 4 (5e série),‎ 1900 (publié en 1901), p. 163-198 (lire en ligne).